# Varietà italiane di mais

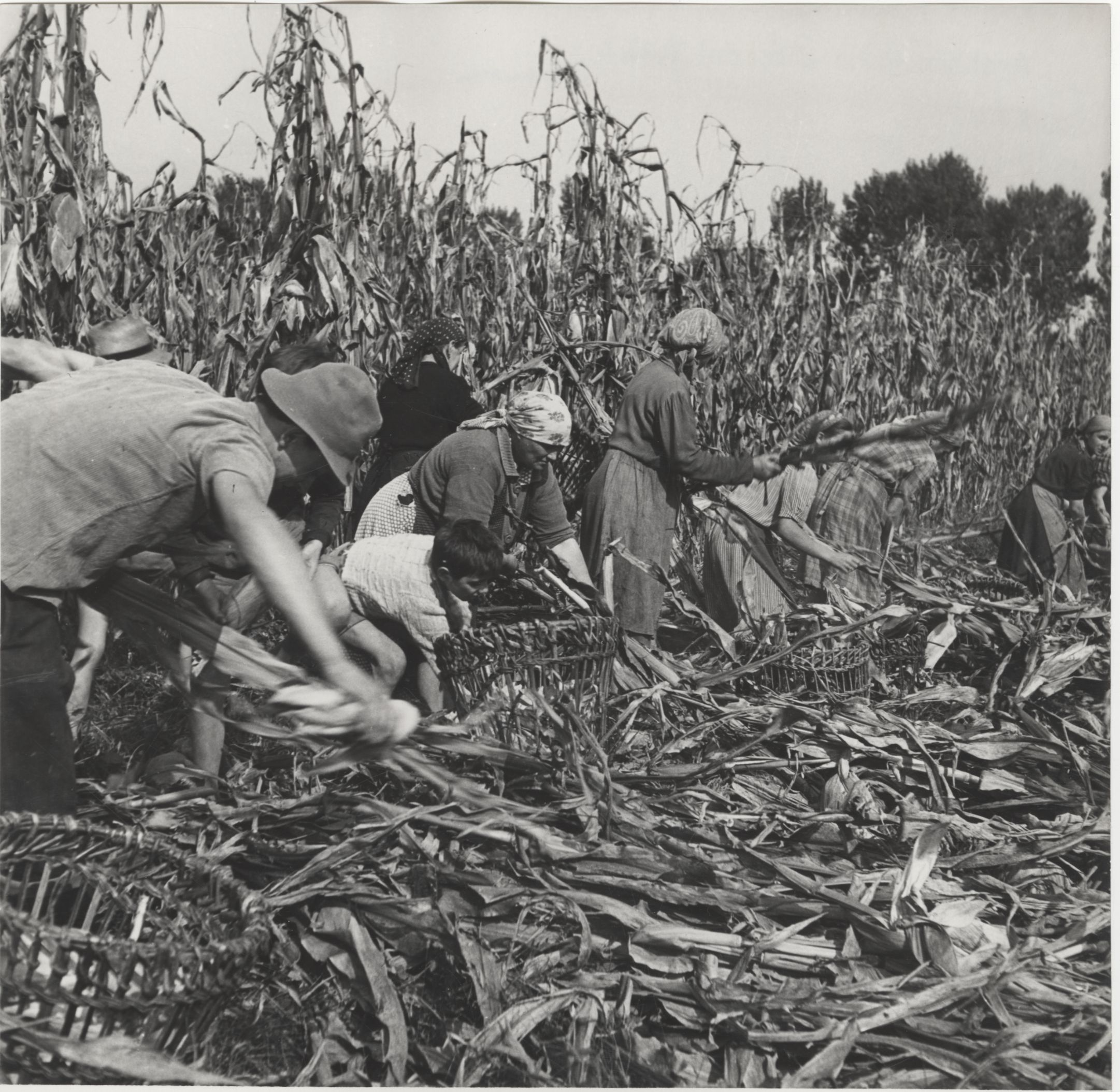
Raccolta del mais a Cremona nel 1952

L'introduzione di varietà italiane di mais, in base agli studi di Luigi Messedaglia sulla base di documentazione d'archivio e agronomica, è risultata nella sostituzione del panico e del miglio, utilizzati da secoli per preparare una polenta, nella dieta popolare. In seguito Aureliano Brandolini ha classificato le varietà tradizionali italiane in base alla loro origine, per mezzo dell'analisi multivariata dei caratteri agronomici, morfologici e citologici, eseguita in collaborazione con A. G. Brandolini, come segue:
- 1. Sezione Indurata e Indentata (9 complessi razziali, 35 razze e 65 agro-ecotipi)
  - A. Ottofile vitrei e derivati (Eight-rowed flints and derived races): 6 razze e 10 agro-ecotipi
  - a. Ottofile puri
    - 1. Ottofile
    - 2. Tajolone
    - 3. Ottofile tardivo

  - b. Razze derivate
    - 4. Derivati 12-14 file
    - 5. Cannellino
    - 6. Monachello

  - B. Conici vitrei e derivati (Conical flints and derived races): 5 razze e 15 agro-ecotipi
    - 7. Barbina
    - 8. Poliranghi
    - 9. Montano
    - 10. Biancone
    - 11. Ostesa

  - C. Cilindrici meridionali tardivi (Late Southern cylindrical flints): 3 razze e 4 agro-ecotipi
    - 12. Montoro
    - 13. Rodindia
    - 14. Pannaro

  - D. Cilindrici vitrei meridionali di ciclo medio (Midseason Southern cylindrical flints): 3 razze e 6 agro-ecotipi
    - 15. Trentinella
    - 16. Dindico
    - 17. Altosiculo

  - E. Nani precocissimi vitrei (Extra-early dwarf flints): 4 razze e 6 agro-ecotipi
    - 18. Poliota
    - 19. Trenodi
    - 20. Agostinello
    - 21. Tirolese

  - F. Microsperma vitrei (Microsperma flints): 4 razze e 8 agro-ecotipi
  - a. Appenniniche
    - 22. Zeppetello

  - b. Subalpine
    - 23. Cinquantino Marano
    - 24. Quarantino estivo
    - 25. Cadore
    - 26. Sorgat

  - G. Padani (Padanians): 4 razze e 7 agro-ecotipi
  - a. Poliranghi
    - 27. Pignolo
    - 28. Rostrato-Scagliolo
    - 29. Bani-Scaiola

  - b. Longispiga
    - 30. Agostano

  - H. Bianco perla (Pearl white flints): 3 razze e 4 agro-ecotipi
    - 31. Bianco Perla
    - 32. Righetta bianco
    - 33. Cimalunga

  - I. Dentati bianchi e gialli (Dent corn): 2 razze e 5 agro-ecotipi
    - 34. Dentati bianchi antichi
    - 35. Dentati moderni
- 2. Sezione Everta
  - J. Mais da scoppio (Pop corn): 3 razze e 12 agro-ecotipi
    - 36. Perla prolifico
    - 37. Risiforme precoce
    - 38. Bianco tardivo cremonese

A titolo d'esempio si riporta la descrizione di alcune varietà tradizionali tuttora coltivate:
- Mais Marano: varietà precoce, chicco vitreo tendente al rosso, dal sapore caratteristico (Provincia di Vicenza).
- Mais Sorgat: varietà dalle sfumature che vanno dall'ambrato al viola, chicco liscio, mais molto nutriente per l'alto contenuto di grassi buoni. Introdotto nell'alto vicentino dai popoli del nord europa (Comune di Monte di Malo).
- Mais Rostrato: la pianta supera i 2 metri di altezza. Le spighe, lunghe cm 16-18, sono spesso due per pianta. I granelli sono allineati su 12-14 file intorno al tutolo bianco. Questa varietà predilige i terreni di fondovalle. La semina avviene a fine marzo/inizio aprile, in file distanziate cm 75, e con semi situati a cm 20-25 l'uno dall'altro. Si semina in marzo-aprile e si raccoglie in settembre. La produzione varia tra le 4 e le 5 tonnellate all'ettaro, ossia metà di quella dei migliori ibridi a granella vitrea, come il plata. La farina ottenuta macinando i granelli di mais rostrato è utilizzata per preparare la polenta, i biscotti e il pane. Coltivato in diverse regioni. Nelle valli della provincia di Bergamo è conosciuto con il nome rampí o rostrato rosso di Rovetta e lo Spinato di Gandino primo Mais ad essere stato piantato in Bergamasca nel 1632 (probabile 1623) e primo Mais ad essere iscritto nel Registro dei Semi della Regione Lombardia nel febbraio 2014.
- Mais Sponcio: varietà iscritta nel Registro Nazionale dei Prodotti Tradizionali, chicco fortemente vitreo, colore arancio intenso, forma a punta (rostro), usato per la preparazione della polenta alto-veneta (Comune di Cesiomaggiore).
- Mais a Otto File di Antignano: varietà autoctona del territorio delle Colline Alfieri provincia di Asti, caratteristica di avere otto file di chicchi, colore rosso intenso, chicco molto vitreo, particolarità organolettiche uniche grazie alla vicinanza del fiume Tanaro, oggi tutelato dalla Cooperativa di Antignano. Il Mais Otto file di Antignano è detto "melia du Re" perché particolarmente apprezzato dal Re Vittorio Emanuele II (varietà pregiata di mais coltivata solo sulle nostre colline). I prodotti che ne derivano sono utilizzati per produrre, dagli artigiani pastai e pasticceri: pasta, grissini, torte e le Paste di Meliga. Viene usato principalmente per produrre farina per polenta rigorosamente macinata a pietra, ma ultimamente usato anche per la produzione di pasta all'uovo, grissini e le paste di Meliga.
- Mais Otto File Tortonese: varietà autoctona del tortonese che è stata riscoperta agli inizi degli anni ’80 del '900. Si tratta infatti di una vecchia varietà che un tempo veniva coltivata dalla maggior parte delle famiglie contadine della zona e destinata prevalentemente all'autoconsumo ma che, nell’immediato dopoguerra, venne progressivamente abbandonata a favore di altri mais ibridi più adatti alla monocultura. Oggi è molto apprezzato per la produzione di farina ottenuta in modo tradizionale con macinatura a pietra ed i principali utilizzi sono per la polenta, le torte, il pane ed i grissini.
- Mais di Santa Sofia Romualdi: varietà autoctona dell'Appennino forlivese, con spighe il cui colore varia dal giallo all'arancio. Si tratta di un mais non ibrido. Il seme è conservato anche presso la Banca del Germoplasma Vegetale dell’Università di Pavia.

Da decenni, la scelta varietale nella produzione sia di mais da granella sia di trinciato da insilare è quasi totalmente orientata verso l'impiego degli ibridi commerciali, in grado di fornire, grazie all'eterosi, rese produttive più elevate rispetto alle tradizionali cultivar. La classificazione degli ibridi di mais si basa fondamentalmente sulla precocità di maturazione della granella. In generale si impiegano ibridi di classe alta per la semina primaverile, destinati alla produzione di granella, e ibridi di classe media o bassa per la semina in secondo raccolto, destinati soprattutto alla produzione di insilati.